# كريس سميث (لاعب كرة قاعدة أمريكي)
كريس سميث (بالإنجليزية: Chris Smith)‏ هو لاعب كرة قاعدة أمريكي، ولد في 18 يوليو 1957 في توررانسي في الولايات المتحدة.

## وصلات خارجية
- كريس سميث على موقع الدوري الياباني لكرة القاعدة (الإنجليزية)
- كريس سميث على موقعبيزبول رفرنس.كوم (الدوري الرئيسي) (الإنجليزية)
- كريس سميث على موقعبيزبول رفرنس.كوم (الدوري الثانوي) (الإنجليزية)
- كريس سميث على موقع مشجعي الرسوم البيانية (الإنجليزية)